# GYKI-53,655
GYKI-53,655 je antagonist AMPA receptora.